# سوهانک
سوهانک، محله ای از محله های شمیران در شمال شرقی تهران است که حدود ۵٫۵ کیلومتر از مرکز این شهر فاصله دارد. موقعیت جغرافیایی سوهانک، ۳۵ درجه شمالی و ۵۱ درجه شرقی است. این محله از جنوب به مینی سیتی یا همان جاده اتوبان ارتش -لشکرگ، از شمال به دامنه جنوبی البرز، و از سوی شرق به گردنه قوچک منتهی می‌شود. محله سوهانک ۱۸۰۰ متر از سطح دریا ارتفاع دارد و با گسترش شهر تهران اکنون سوهانک جزئی از مناطق لوکس و پیشرفته در بخش شمیران تهران  بحساب می آید.
با وجود اینکه در سوهانک، نمونه‌هایی از آثار باستانی یافت شده‌است، اطلاعات زیادی از قدمت ساکنان آنجا در دسترس نیست. برخی از طایفه‌های بومی سوهانک مانند طایفه میرزاخانی که بیشتر آنها در زمان رضا شاه نام خانوادگی خود را به سوهانی تغییر داده‌اند، قدمتی چند صد ساله و شاید بالای هزار سال دارند و برخی دیگر از طایفه‌های قدیمی، در اواخر دوران زندیه یا اوایل قاجار، از قسمت‌های مختلف مازندران به این منطقه مهاجرت کرده‌اند. محصولات سوهانک، غلات و میوه، به ویژه زردآلو است.

## سوهانک قدیم
کشتزارها و باغ‌هایی قدیمی که جزء سوهانک بودند عبارت‌اند از: دره پولاد وحش، باغ حدیقه، جهان‌بخش، بند تله‌هرز، بیدستان، باغ سردار، باغ فولادی (نازآباد)، تنگ آخوره، تنگ فاطمی، باغ حمزه (منور)، چال استلک، سوت‌بیشه، شاه‌پسند (دره جوزدار)، شنکزار، و یوردکریم.
شمار ساکنان سوهانک در سال ۱۳۴۲ خورشیدی ۴۰۸ تن مرد و ۲۹۳ تن زن بوده‌است. در همان سال سوهانک دارای مسجد و تکیه و گرمابه بوده و دبستانی به نام ارمغان سوهانک (دبستان فولادی) با ۱۳۹ دانش‌آموز داشته‌است.
آب آشامیدنی سوهانک از چهار رشته قنات تأمین می‌شد.
دو اصله چنار کهنسال در حیاط مسجد سوهانک وجود دارد که قدمت یکی از این دو اصله از چنار امامزاده صالح تجریش نیز بیشتر است. عمر هر دو اصله را در حدود نهصد سال تخمین زده‌اند.
قبرستان سوهانک، از جمله مکانهای قدیمی این روستا است که در خیابان شهید احمد ازگلی قرار دارد. برطبق باور مردم آن منطقه و شجره نامهٔ آستان قدس رضوی، پیکر امامزاده‌ای در قسمت جنوبی آن دفن شده‌است. با وجود آنکه هیچ مقبره و یادبودی برای امامزادهٔ مذکور، ساخته نشده‌است، بر اساس حدسیات و باورهای اهالی آن محل می‌توان گفت که محل دفن امامزاده، در قسمت جنوب غربی و در زیر درختان سرو کهنسال قبرستان است.
حمام قدیمی و تکیه قدیم سوهانک نیز از اماکن قدیمی سوهانک محسوب می‌شدند که در دو دهه ۳۰ و ۴۰ خورشیدی، مورد تخریب وغارت قرار گرفتند. در زمان تخریب حمام بسیار قدیمی که احتمالاً زمان احداث اولیهٔ آن به دوران قبل از اسلام بر می‌گردد، سنگ نوشته‌ای از میان یکی از پی‌های بنای حمام استخراج گردید که سرنوشت آن، نامعلوم مانده‌است.
بنای تکیه قدیمی سوهانک هم از خشت خام و کاهگل بود. برخی از اهالی قدیمی این روستا عقیده دارند که زمان تأسیس این تکیه به اوایل دوران قاجار بازمی‌گردد. از میان بنای تکیه قدیمی، نهری می‌گذشت که از باغ اندرون یا باغ سردار سر چشمه می‌گرفت. یک سکو هم برا نمایش تعزیه در مرکز تکیه بنا کرده بودند که در ماه‌های عزاداری، خود اهالی، بر روی آن سکو، مراسم تعزیه برپا می‌کردند. این تکیه تا کنون چند مرتبه بازسازی، و اکنون به یک حسینیه، تبدیل شده‌است.
یکی از قدیمی‌ترین بناهای سوهانک، آسیاب قدیمی این روستا بود که در شمال سوهانک وابتدای خیابان تنگه قرار داشت. زمان ساخت این آسیاب که از ملات ساروج وسنگ خشک ساخته شده‌بود، مانند حمام، به زعم پیران محل، مشخص نیست.
سوهانک در گذشته مناطق وسیع تری را شامل می‌شد؛ چنان‌که مرز آن از شرق دارآباد آغاز می‌شد و تا ابتدای جاده لواسان-فشم ادامه می‌یافت. برخی از بخشهایی که غالباً با عنوان شهرک از سوهانک جدا شده‌اند عبارتند از: شهرک ابوذر، شهرک قائم، مینی‌سیتی، شهرک شهید محلاتی، پارک جنگلی سوهانک، شهرک کوثر، شهرک یاس و شهرک لاله.

## سوهانک در تاریخ
رضاقلی‌خان هدایت در کتاب روضةالصفای ناصری ج ۹ ص ۲۹۱ از عیش و شکار فتحعلی‌شاه قاجار در سوهانک می‌نویسد. محل اقامت خازن‌الدوله یکی از زنان فتحعلی‌شاه نیز در دهکده سوهانک بوده‌است.
از رویدادهای تاریخی سوهانک اینست که ناصرالدین‌شاه دستخط برکناری میرزا آقاخان نوری، صدراعظم وقت را هنگام اقامت خود در سوهانک صادر کرد. درخت چناری در این روستا قرار دارد که گفته می‌شود ۹۰۰ سال عمر دارد. مساحت این درخت بیش از ۱۰ مترمربع بوده و در سال ۱۳۹۹ در فهرست آثار ملی ثبت گردید. این چنار در خیابان شهید علیرضا سوهانی، کوچه مسجد جامع واقع شده‌است.

## سوهانک امروز
با توجه به اینکه اکثر باغهای بزرگ سوهانک تخریب شده‌اند، و در بیشتر بخش‌های این روستا عملیات ساختمان‌سازی انجام گرفته، طبیعت بکر و زیبای سوهانک خدشه دار گشته‌است.
در قسمت شرقی سوهانک باغ بزرگی بود که بنانیه نام داشت. این باغ متعلق به خانواده‌ای زرتشتی بود که آثار قبر بزرگ خاندان آن خانواده تا قبل از قطع درختان در میان باغ باقی بود. استخر بزرگ و زیبای ۴۰۰۰ متر مکعبی با دیوارهٔ سی متری سنگ چین شده در این باغ، از میانه پاییز تا پایان بهار، آب تابستان این باغ را فراهم می‌کرد. متأسفانه این استخر در عملیات ساخت و ساز کاملاً پر شد.
دو باغ قدیمی کوروس و سردار هم متأسفانه تخریب شده و جای خود را به ساختمانهای چند طبقه داده‌اند. باغ بسیار وسیع کوروس بیش از پنجاه هکتار وسعت داشت و مملو از درختان میوه و گندم بود. همچنین باغ سردار هم در قدیم، درختان متعددی داشت که اکثراً ریشه کن شده‌اند.
سوهانک در حال حاضر سه مدرسه، یک کتابخانه عمومی، دو مسجد، یک حسینیه یک شعبه بانک و یک روزنامه فروشی دارد. علاوه بر موارد ذکر شده، در این روستا چند مرکز درمانی، تفریحی و ورزشی هم تأسیس گردیده‌است.
سوهانک یکی از بزرگ‌ترین پارک‌های جنگلی تهران با مساحت تقریبی ۴۰۰ هکتار را دارد. این پارک جنگلی در سال ۱۳۶۱ به صورت رسمی مورد استفاده قرار گرفت.

## خطوط حمل و نقل عمومی
اولین خط اتوبوسرانی در این محله در اوایل دهه ۶۰ از سوهانک به میدان اختیاریه دایر و با توجه به فقدان محلات و شهرک‌های مسکونی فعلی در اطراف بلوار ارتش و مینی سیتی به همراه خط ازگل به تجریش تنها خطوط این حوالی بود و در اوایل اردیبهشت سال ۹۷ مقصد این خط پس از سالها از میدان اختیاریه به سه راه ضرابخانه منتقل شد. تنها خط این محل بشرح ذیل مسئولیت جابجایی مسافران را بر عهده دارد:
- خط ۲۱۵ سوهانک به سه راه ضرابخانه در مسیر بلوار ارتش، اراج، خیابان لنگری، میدان نوبنیاد، خیابان پاسداران، حسینیه ارشاد، خیابان شریعتی، ابتدای بزرگراه همت و زین‌الدین

از خطوط اتوبوسرانی عبوری از مجاور این محله و ضلع جنوبی آن خطوط ذیل می‌باشد:
- خط ۱۰۹ یا ۹ اتوبوس‌های تندرو از پایانه لاله به پایانه متروی جوانمرد قصاب از مسیر بلوار ارتش، بزرگراه امام علی، بزرگراه شهید کریمی (کمربندی شهرری)، بلوار شهید دستواره (جوانمرد قصاب) تا متروی جوانمرد قصاب
- خط ۱۰۶ پایانه لاله به پایانه شهید افشار (پارک وی) در مسیر بلوار ارتش، بزرگراه‌های امام علی، شهید بابایی، ایستگاه متروی نوبنیاد، بزرگراه صدر و مدرس
- خط ۳۰۱ بلوار ارتش به پایانه متروی شهید حقانی در مسیر بلوار ارتش، بلوار نیروی زمینی، خیابان شعبانلو، لویزان، خیابان افتخاریان، میدان هروی، خیابان افشاری، بلوار گیلان، متروی شهید زین‌الدین، میدان فرخی یزدی، بزرگراه شهید همت و بزرگراه شهید حقانی[۶]